# Вкусовая луковица

Строение вкусовой луковицы

Вкусовые луковицы — комплексы разных клеток, расположенные в ротовой полости, имеющие эллипсоидальную форму и выполняющие функцию распознавания вкуса. Также общеупотребительными являются названия «вкусовой бутон» и «вкусовая почка».
Вкусовые луковицы располагаются в эпителии рта и своим апикальным концом выходят во вкусовую пору, которая соединяет вкусовую луковицу с полостью рта и через которую вкусовая луковица получает информацию об окружающей среде.
Вкусовые луковицы содержат клетки-рецепторы вкуса. В состав вкусовых луковиц входят базальные, поддерживающие и собственно вкусовые рецепторные клетки (хеморецепторы).

## Строение вкусовой луковицы

### Вкусовые рецепторы
Это клетки вытянутой формы, похожие на дольки апельсина и обладающие большим ядром. Средняя продолжительность жизни этих клеток — примерно 10 дней. Они занимают, в основном, центральное пространство вкусовой луковицы. На апикальной части этих клеток имеются 30-40 микроворсинок, содержащих на своей мембране многочисленные белковые комплексы — вкусовые рецепторы. Этими микроворсинками вкусовая клетка обращена в сторону вкусовой поры. На базальной части клетки образуется синапс с дендритом чувствительного нейрона.

### Поддерживающие клетки
Также имеют вытянутую форму. Они занимают, в основном, внешнюю часть сферы вкусовой луковицы, также располагаются между вкусовыми клетками.

### Базальные клетки
Это недифференцированные клетки, расположенные в базальной части вкусовой луковицы. Используются для возобновления как чувствительных, так и поддерживающих клеток.

## Сосочки
На мягком нёбе, щеках, в надгортаннике и в начале пищевода вкусовые почки расположены по отдельности, а на языке они размещены в определённых структурах, которые называются сосочками. Бывают четыре типа сосочков: грибовидные, листовидные, желобовидные и нитевидные (эти не содержат вкусовых луковиц).

## Распознавание вкуса
Вкусовые луковицы распознают пять элементов вкусового ощущения, а именно: солёного, сладкого, кислого, горького и умами.
Информацию, распознанную набором разных рецепторов и ионных каналов, вкусовые клетки передают во вкусовой отдел коры головного мозга через лицевой, языкоглоточный и блуждающий нервы.
Через вкусовые поры растворённые в слюне молекулы пищи контактируют с вкусовыми клетками вкусовой луковицы. Определённые молекулы и ионы, отвечающие за вкус пищи, связываются с определёнными рецепторами на мембране микроворсинок и увеличивают проницаемость клетки для разных ионов. Наличие сладкого, солёного, кислого и умами вкуса деполяризует чувствительную клетку, используя при этом разные механизмы. Наличие горького вкуса может как гиперполяризовать вкусовую клетку, вызывая выход катионов из клетки, так и деполяризовать её. Вкусовые клетки, в свою очередь, вызывают потенциал действия в чувствительных нейронах, с дендритами которых они образуют синапс.

### Механизмы восприятия солёного вкуса
Когда ионы Na⁺ связываются с рецептором на мембране микроворсинок, открываются ионные каналы для катионов (в том числе для ионов Na⁺). За счет этого клетка деполяризуется и возникает рецепторный потенциал, который в свою очередь деполяризует чувствительный нейрон. Было замечено, что на восприятие солёного вкуса также влияет наличие анионов, например Cl⁻. Наиболее сильное ощущение солёного вызывает комбинация Na⁺ и Cl⁻.

### Механизмы восприятия кислого вкуса
За восприятие кислого вкуса отвечают протоны [H⁺], которые ведут к поглощению чувствительными клетками протонов, ионов натрия, а также препятствуют выходу ионов калия из вкусовой клетки. Эти процессы ведут к деполяризации клетки, а следовательно, к появлению рецепторного потенциала у вкусовой клетки и потенциала действия у нейрона.

### Механизмы восприятия сладкого вкуса
Сладкий вкус свойственен углеводам (глюкозе, фруктозе, сахарозе и др.), спиртам, альдегидам, некоторым белкам и другим веществам. Они воздействуют на рецепторы, сопряжённые с G-белком. G-белок активирует аденилатциклазу, которая, в свою очередь, синтезирует цАМФ, что ведет к уменьшению выхода K⁺ из клетки и появлению рецепторного потенциала.

### Механизмы восприятия горького и умами вкуса
Горьким вкусом обладают растительные алкалоиды и другие вещества, а умами — вкус аминокислоты глутамина. Эти вещества воздействуют на рецептор, сопряжённый с G-белком (другим, чем описан выше), который активирует фосфолипазу C. Она синтезирует инозитолтрифосфат (IP₃), который запускает высвобождение ионов Са²⁺ из эндоплазматического ретикулума. Повышенное содержание ионов Са²⁺ в цитоплазме клетки активирует определённый катионный канал. Он вызывает входящий ток Na⁺ и, как следствие, деполяризацию клетки и выброс нейромедиатора в синапс.

## Распределение вкусовых рецепторов
Существует популярный миф, который приписывает разным регионам языка способность выявлять только одно определённое вкусовое ощущение. Такая точка зрения неверна. На любом участке языка и даже внутри одного вкусового сосочка сосуществуют разные типы вкусовых луковиц, хотя на разных участках языка преобладают определённые типы вкусовых рецепторов.